# Station Pruszków
Station Pruszków is een spoorwegstation in de Poolse plaats Pruszków.